# 僕の彼女がマジメ過ぎる処女ビッチな件
『僕の彼女がマジメ過ぎる処女ビッチな件』（ぼくのかのじょがマジメすぎるしょじょビッチなけん）は、松本ナミルによる日本の漫画。『コミックNewtype』（旧ニコニコエース）にて、2015年7月20日から2019年9月13日まで連載された。
連載誌上と作者のツイッターアカウントで2017年秋にアニメ化が発表された。

## あらすじ
ごく普通の高校2年生の男子・篠崎遥は、容姿端麗・成績優秀・スポーツ万能でクラス委員長を務める高嶺の花・香坂秋穂に対し「憧れだけにはしたくない」と勇気を出して告白、あっさりOKされて秋穂と付き合うことになる。しかし秋穂が告白直後に「良い彼女になるためにまず四十八手を暗記する」と言い出し、その後も自らの性癖を聞かれたり誤解されたりで戸惑いを覚える。実は、秋穂は恋人である遥を彼女として性的に満足させようと努力を重ねた結果、彼に対して間違った性知識を披露する癖がでてしまったのであった。

## 作風
主人公である篠崎遥が他のキャラによるエロボケに対して突っ込んだり振り回されたりがメインとなっている。傾向としては他紙の漫画家であるが氏家ト全の作品に近い。割と堂々と大人のおもちゃが描写される(一部モザイクになっているが)他、水面下で認識が食い違っていることにボケや突込みをしてしまった結果、あらぬ方向に誤解が広がるという「すれ違い」がよく描かれる。
また、およそアニメでは表現できなさそうな「オギャヌーン」「てがーん」といった突飛な効果音も特徴の一つ。アニメでは全てではないが時折書き文字として表示される形となっている。

## 登場人物

### 主要人物
篠崎 遥（しのざき はるか）
声 - 市来光弘、八木侑紀（幼い遥）
主人公。平凡な高校2年生の男子。憧れの秋穂にダメ元で告白したが、あっさりとOKされる。
秋穂の間違ったエッチな知識による暴走に振り回されており、秋穂からは性癖を根拠なく「ロリ・ペド・M」と決めつけられている。また、他のメンバーに振り回された結果、「裸保育園帽でしか興奮できない超ロリペド野郎」「下半身御乱心男」などといった嫌な呼ばれ方をされる羽目になっている。
基本的に突っ込み役なのだが、状況を把握していない時はむしろボケのような結果になる他、後述する星川相手には彼の発言の裏を把握できずにそのままスルーしたりしている。このようにいわゆる鈍感系主人公なため多くのヒロインをやきもきさせているが、周囲には自分にとって一番大切な女性は秋穂であることをきちんと行動で示しているため好感度は高い。追い詰められると現実逃避する癖があるが、本当に大切な場面では逃げるのではなく秋穂のことを最優先に考えるなど人として大切なものをもっている。かつて皆と親しくなりたいと思いつつ空回りしていた秋穂が陰口を叩かれている中、遥だけが彼女を理解しようと努力していたことは秋穂にとって幸せな思い出の一つとなっている。
香坂 秋穂（こうさか あきほ）
声 - 悠木碧
ヒロイン。成績優秀かつスポーツ万能の高校2年生の美少女。胸のサイズはCカップ以上と告白しているが、実際にはバスト90のFカップで現在もまだまだ成長途中にある。
まじめ過ぎて疎かったエッチな知識を間違った学習をしては遥を困惑させている。無駄にハードな知識を持っている一方で、手をつないだり相合傘をすることなどには覚悟が必要。加えて天然な所があるため、クラスメイトからは距離を置かれている。皆と親しくなりたいという思いが空回りする中、彼女に本心から向き合ったのは遥が初めてであり、遥の告白後から即座に相思相愛の関係となった。（告白時点では遥と実質初対面であったが、当初から好意度は高く雫が遥に引っ付いている様子を不機嫌そうに見ていたりする。）
彼氏となった遥の性癖を交際開始直後から勘違いしまくっている。上記の「ロリペド野郎」についても、元々は雫が吹き込んだ他の女が近寄らないようにする出まかせであり本人もそう把握しているはずだったが、なぜか本気で勘違いしている様子がある。意外にも料理が致命的に苦手で、卵焼きのような簡単な料理でもダークマターと化し、うっかり試食した梨奈が死線をさまようレベルである。
遥との交際を開始して以降、少しずつ人間関係は改善しつつある。自分が遥を捨てるという発想は皆無であり、むしろ自分が遥に捨てられないよう日々男女の交わりについて知識習得に努めているが遥とは未だ清い関係。目下の最大のライバルは聖夜と見据えており、尊敬すべき友人関係となった遥と聖夜の会話に一喜一憂する日々を送っている。
有山 雫（ありやま しずく）
声 - 武田羅梨沙多胡
遥の幼馴染。高校3年生の女子。バスト79のAカップの胸がコンプレックスで、意識すると盛大に落ち込む。
遥を「ハル」と呼び、遥に「姉ちゃん」または「雫姉（しずねえ、しずくねえ）ちゃん」と呼ばれている。いつも遥にセクハラをしては、よくその状況を意図的に秋穂に目撃させて反応を楽しんでいる。一方で、自分が押される立場になるとかなり狼狽えるなど、意外と純情。料理が得意で、秋穂に教えている。
はたから見ると若干鬱陶しいキャラをしているが、朗らかな性格で男女分け隔てなく接するため、クラス内での人気は高い(そもそもセクハラ発言は遥にしかしない)。が、男子からは多少エロい目で見られているものも含まれているので友人の若葉はその点を警戒している。
遥に対しては、特に恋愛感情を持っているわけではなさそうだが、露骨に女性扱いされないとむくれたりしており、全く意識してないわけではない模様。自らの両親が不在がちな事もあって、今でもしょっちゅう遥の家と行き来している。
遥にまとわりつく行動が犬に喩えられており、遥に対して何かしらアクションをしている際は、効果音に「わんわん」と表示されていることが多い。転校してきた梨奈ともすぐに打ち解けており、時折「被害」に遭っているせいか「お姉さま」として慕うなど関係は至って良好。

### 生徒
西城 梨奈（さいじょう りな）
声 - 山田奈都美
遥と秋穂のクラスメイト。バスト92のGカップという秋穂や早夜以上の巨乳の持ち主。子供のころから女子校に通っており、高校も超お嬢様学校からの転校生。異性との交流の仕方が分からずにとまどい、世間知らずな言動で周りを混乱させる。
ただ女性との交流は百合と言えるほどハードかつ親密で、しょっちゅう女性のツボを押さえたコンタクトを行っている。そのため元の学校では彼女の百合的なファン多数。そんな有様だったため、父親に心配されて、急遽共学である遥たちの学校に転校することとなった。ただし転校してからも秋穂や雫が「被害」に遭っている。
父親から同性との関係を心配される一方で、母親には男性関係の交友を心配されており、当初は携帯電話の所持も許されなかったほど。また自宅は男にだけ反応する特殊なセキュリティシステムで守られており、男が見つかるとボディーガードが出動する。このため、遥が自宅に呼ばれた際は、女装する羽目になった。
登下校の際は黒塗りの車で送迎されており、授業中でも周囲には何人ものゴツイボディーガードに守られている。外見は何故かそろって某アーノルド。寡黙であるが、遥が梨奈に恋人を寝取られたと誤解した時は慰めるなどのフォローをしている。
飼っている犬達（名前はバター（声 - 岩崎ひろし）とマーガリン）と戯れることが大好き。犬達の性癖は飼い主譲り。犬同士あるいは飼い主の梨奈と会話ができる。
何か良いことを思いつくと瞳が星型になり、エッチな事を考えるとハート型になる。花形になることもある。
星川 聖夜（ほしかわ せいや）
声 - ランズベリー・アーサー
イケメンな男子生徒でナルシスト。人間はおろか動物、果ては昆虫に至るまであらゆるメスに大人気。
本人はむしろ男子と仲良くしたいらしいが、ホモセクシャルな言動が多い。そのためか「棒」「穴」といった単語には敏感に反応する。どうやら遥に目をつけているらしく、秋穂から警戒されている。一方、当の遥には全く気付かれておらず、仲の良い男子生徒として接している。
なぜか脱ぎたがり、半裸あるいは全裸になることが多い。
愛川 美咲（あいかわ みさき）
声 - 水谷麻鈴
奏多の友達で、奏多が付けたあだ名は「さきっちょ」。バストは81のBカップ。
茶髪ロングで、サクランボの髪留めを愛用している。清楚で大人っぽい外見と優しい性格の美少女。奏多と違って年相応に知識はある分、奏多の言動をフォローしようとして深く考えすぎ、却って悪い方向に脱線して自らが大恥をかくこと多数の不憫な子。アイスクリーム店でバイトをしている。長女であり、兄に甘える妹にあこがれを持っている。作者お気に入りのキャラ。
五十嵐 沙織（いがらし さおり）
声 - 長妻樹里
遥たちの同級生で、5組のクラス委員長で貧乳。生真面目且つ怒りっぽい性格で、頭に青筋がデフォルトでついている。秋穂も含めて変人ぞろいですぐに暴走する2年のクラス委員会のまとめ役。ただ自身の5組は委員長が不要なほどまとまっており、落胆している。
黒野や笑澤に度々からかわれているが、彼らとは基本的には仲がいい。静森早夜は親友でお互いに「しずちゃん」「さおちゃん」と呼び合う仲。
静森 早夜（しずもり さよ）
声 - 長谷美希
4組のクラス委員長で女子生徒。バスト91のGカップという秋穂を超える巨乳の持ち主。
目が常に前髪に隠れている、内気でおとなしそうな外見だがエッチな妄想が絶えない。ロッカーに潜んで情事を盗み見て悶える、教室で寝ていると下半身が濡れてしまったなど、悪い意味で行動的でその思考をあまり隠そうともしない。ただしエキサイト本を隠す程度の羞恥心はある。
作中で素顔が描写された事は一度もないが、素顔を知る沙織によると顔を出せばスタイル抜群の美人らしい。多くの女性とエッチなトラブルに遭遇する遥の存在は刺激的らしく、遥の巻き込まれ癖をうらやましがっている。
黒野 清史郎（くろの せいしろう）
声 - 保住有哉
2組のクラス委員長。目つきが悪い上にマスクをしており、人相が悪い。人相通り盗撮が趣味で、動画配信サイトで沢山のファンを持つ。必ず笑澤（後述）とセットで登場する。
笑澤 慎吾（えみさわ しんご）
声 - 野上翔
1組のクラス委員長。金髪にカチューシャと見かけはチャラ男風だが成績が良く、運動神経も抜群。常に笑顔を絶やさず、性格も基本的には温厚であるが、黒野と組んで度々五十嵐をおちょくっている。
冴木 若葉（さえき わかば）
3年生で雫の友人。生徒会長で学業優秀だが、異様にマイペース。雫に「勉強を教えて欲しい」と頼まれ、「勝負に勝ったら」という条件で「廊下の角からはじめに現れるのが男だった場合、勃起させた方が勝ち」という勝負を挑み、そこに不幸にして遥が通りかかる。
若葉は初対面の遥に対し、自己紹介をしながら目の前で下着を脱いで遥の顔に被せる、という行動に出て遥を混乱させる。常に無表情でクール。小柄で貧乳。

### 教員
小清水 葵（こしみず あおい）
声 - 野水伊織
遥達の高校の保健医。白衣の似合う美人のお姉さん。下ネタとエキサイトが大好きである肉食系。保健室に来る男子生徒をしょっちゅう食べている模様。人工呼吸の「意識の確認」を「好きかどうか聞く」と宣うなど、授業面でも問題あり。
遥達の担任である大森一華とは高校時代からの腐れ縁。お互いの事は「いっちゃん」「葵」と呼び合っている。
大森 一華（おおもり いちか）
声 - 中村慈
遥達（3組）の担任で体育教師。女性だが、男性的でサバサバした性格。化粧っ気がなく、ファッションにも興味が無い様でジャージ姿でいることが多い。作中数少ない常識人で、腐れ縁の小清水葵の行動には手を焼いている。
生徒に対しては基本的に放任主義で、クラス委員長会議の立ち合いを行っているが基本的に何もしない(それどころか話を聞いているかも怪しい)。

### 家族関係
篠崎 奏多（しのざき かなた）
声 - 八木侑紀
遥の妹で高校1年生。小柄な体形に反してバスト87のEカップの持ち主であり、軽装になる度に雫に精神大ダメージを与えている。
いわゆるブラコンで、兄の自分に対する愛情に対してやたら自信を持っている。秋穂をライバル視して兄に少しエッチなベタベタの仕方をする。ただし、性的な知識はゼロで、そういうネタを全く気付かず口走ったりしている。猫耳の付いたパーカーを被り、お尻に猫の尻尾を付けている。なぜか耳と尾が感情で動き、仕草も猫っぽい。
香坂 冬美（こうさか ふゆみ）
声 - 齋藤綾
秋穂の母。秋穂の容姿・頭脳・言動は母親譲り。娘に"英才教育"を施した張本人。娘同様、本人もかなりの天然。初対面で遥に「ゴム所持数は？」「秋穂の妹を作った方が良いか？」「妹ができやすい体位は？」と訊くなどしている。普段は表情があまり動かないが、夫に対してはよくときめいたりしている。夫とは高校時代からの付き合い。
初対面の遥が髪型を変えた秋穂と勘違いするほど容姿が似ており若々しい。娘と同じく発育が良く、遥と秋穂のためなら親子丼への挑戦も満更ではないなど未知の領域開拓に今でも勉強熱心。必要であれば遥と夏雄による合体もOKらしく、遥からは確実に秋穂の母親だと尊敬されている。
香坂 夏雄（こうさか なつお）
声 - 宮本淳
秋穂の父。温厚且つ常識人であり、妻の娘への教育ぶりに終始困惑中（ただし夫婦仲は良好）。娘を溺愛している。娘の彼氏である遥のことは最初こそ動揺したが、妻子の言動に突っ込む姿にシンパシーを感じたのか割とすぐに普通に話している。ただし、まだ手を握るのは良しとしていない様子。
高校時代は遥と秋穂の関係と同じく四苦八苦しながら冬美との交際を温めていったという思い出がある。
愛川 真咲（あいかわ まさき）
美咲の弟。家族思いで姉を慕っている。奏多が付けたあだ名は「さきっぽ」。
性に関する知識は皆無に近かったが、奏多により（誤解から生じた）英才教育を受けてしまい性に目覚める。姉である美咲の無自覚な一挙一動が妖艶なこともあり、姉に対して欲情してしまう自分を反省している。遥や美咲と同じく周囲に振り回されることが多く、美咲のエッチな場面に遭遇することが多い。

### その他
黒崎樹里
真咲の先輩。美咲より年下ながらEカップの胸を誇るクールな美女。美咲に欲情してしまうことを反省する真咲の相談に応じるなど配慮に優れた人物。趣味は占い。
うつ伏せのショタがゲームをしながら無防備にプリっとなる臀部を愛する妄想少女であり、真咲が筆で自分を攻めてくれることを求めているが実際はかなりの耳年増。異性との性交どころか普通の恋愛すら経験がなく、脳内完結する形で真咲との愛欲の日々を堪能している。
真咲の純真さと行動力により、少しずつではあるが年齢相応の恋愛感情を自覚するようになっている。
あきなちゃん
秋穂そっくりのAV女優。容姿端麗で胸もかなりの大きさを誇る。
遥を興奮させるため彼女のDVDが遥の机の上に故意に置かれるほど秋穂からは重宝されている。（クラスメイトが見る中でDVDを回収することになった遥は現実逃避することで事態を乗り切った。）

## 書誌情報
- 松本ナミル『僕の彼女がマジメ過ぎる処女ビッチな件』 KADOKAWA〈角川コミックス・エース〉、全8巻
  1. 2016年4月9日発売[4]、ISBN 978-4-04-104146-8
  2. 2016年10月26日発売[5]、ISBN 978-4-04-104874-0
  3. 2017年3月25日発売[6]、ISBN 978-4-04-105550-2
  4. 2017年8月10日発売[7]、ISBN 978-4-04-105985-2
  5. 2017年10月10日発売[8]、ISBN 978-4-04-105986-9
  6. 2018年5月26日発売[9]、ISBN 978-4-04-106422-1
  7. 2019年1月10日発売[10]、ISBN 978-4-04-107714-6
  8. 2019年12月10日発売[11]、ISBN 978-4-04-108098-6

## テレビアニメ
2017年10月より12月までAT-X・TOKYO MXほかにて『僕の彼女がマジメ過ぎるしょびっちな件』のタイトルで放送された。

### スタッフ
- 原作 - 松本ナミル[2]
- 監督 - 長山延好[2]
- シリーズ構成 - 白根秀樹[2]
- キャラクターデザイン - 安田祥子[2]
- 総作画監督 - 安田祥子、細田沙織（第2話以降）
- 色彩設計 - 砂子美幸
- 美術監督 - 林雅巳
- 撮影監督 - 伊藤康行
- 編集 - 岡祐司
- 音響監督 - 横田知加子[13]
- 音楽 - 滝澤俊輔[13]
- 音楽制作 - 日本コロムビア[2]
- 音楽プロデューサー - 植村俊一
- プロデューサー - 田村淳一郎、立崎孝史
- アニメーションプロデューサー - 江里口武志
- アニメーション制作 - ディオメディア×スタジオブラン[14]
- 製作 - マジメ過ぎる製作委員会[13]

### 主題歌
「永遠ラビリンス」
悠木碧によるオープニングテーマ。作詞と作曲は大橋莉子、編曲はTak Miyazawaが担当。
「恋のヒミツ」
八木侑紀、山田奈都美、水谷麻鈴、小倉弥優による声優ユニットpua:reが担当するエンディングテーマ。作詞・作編曲はno_my。

### 各話リスト
| 話数   | サブタイトル                                             | 脚本       | 絵コンテ                | 演出                  | 作画監督                                                             |
| ------ | -------------------------------------------------------- | ---------- | ----------------------- | --------------------- | -------------------------------------------------------------------- |
| 第1話  | やっ、そんなに広げないで下さい…                          | 白根秀樹   | 長山延好 おのえぬお     | 長山延好              | 細田沙織、吉井勝也、金子美咲 飯飼一幸、斉藤和也、池原百合子 河辺信宏 |
| 第2話  | 「そのまま出して！」…って言えばいいの？                  | 山田靖智   | 長山延好 おのえぬお     | 柴田裕介              | 金子美咲、白石悟、飯飼一幸 中山和子、飯塚葉子、契里昇 柴田祐介       |
| 第3話  | んっ、二本同時は初めて…です。                            | 大久保智康 | まつきけいいち 渋谷亮介 | まつきけいいち        | 西尾淳之介、柴田裕介、河辺信宏 近藤健司                              |
| 第4話  | こ、こんな風になるんですのね…。                          | 木村暢     | 高橋英俊                | 高橋英俊              | 白石悟、Ryu Joong Hyeon Han Se Hwan                                  |
| 第5話  | 破れてたって…どうしよう!?                                | 白根秀樹   | 関武蔵                  | 関武蔵                | 佐藤玲子                                                             |
| 第6話  | ほ、他の人には見せないでね？                             | 大久保智康 | おのえぬお              | 久慈悟郎              | 佐藤玲子、池原百合子                                                 |
| 第7話  | もう…何も考えられない…                                   | 木村暢     | 柴田裕介 渋谷亮介       | 柴田裕介              | 金子美咲、河辺信宏、柴田裕介                                         |
| 第8話  | そ、そこまでしていいなんて言ってないっ！                 | 山田靖智   | 高橋英俊                | 高橋英俊              | 西尾淳之介、池原百合子                                               |
| 第9話  | いきなりはダメって言ったのにぃぃ!!                       | 大久保智康 | 渋谷亮介                | 渋谷亮介              | 佐藤玲子、池原百合子                                                 |
| 第10話 | もう、我慢でき、ませんっ！                               | 白根秀樹   | おのえぬお              | おのえぬお            | 佐藤玲子、池原百合子                                                 |
| 第11話 | お見せ、しちゃい…ましたね…なんでも言うこと聞きますから～ | 大久保智康 | 渋谷亮介                | 長山延好 北大路トオル | 池原百合子                                                           |

### 放送局
| 放送期間                  | 放送時間                     | 放送局         | 対象地域 | 備考                      |
| ------------------------- | ---------------------------- | -------------- | -------- | ------------------------- |
| 2017年10月12日 - 12月14日 | 木曜 0:30 - 1:00（水曜深夜） | AT-X           | 日本全域 | CS放送 / リピート放送あり |
|                           | 木曜 1:05 - 1:35（水曜深夜） | TOKYO MX       | 東京都   |                           |
|                           |                              | KBS京都        | 京都府   |                           |
|                           | 木曜 1:30 - 2:00（水曜深夜） | サンテレビ     | 兵庫県   |                           |
|                           | 木曜 2:20 - 2:50（水曜深夜） | 三重テレビ放送 | 三重県   |                           |
|                           | 木曜 2:35 - 3:05（水曜深夜） | TVQ九州放送    | 福岡県   |                           |
| 2017年10月13日 - 12月15日 | 金曜 1:45 - 2:15（木曜深夜） | 岐阜放送       | 岐阜県   |                           |
| 2017年10月14日 - 12月16日 | 土曜 1:00 - 1:30（金曜深夜） | BS11           | 日本全域 | BS放送 / 『ANIME+』枠     |

| 配信開始日     | 配信時間                      | 配信サイト    |
| -------------- | ----------------------------- | ------------- |
| 2017年10月14日 | 土曜 12:00                    | dアニメストア |
| 2017年10月20日 | 2金曜 0:00 - 0:30（木曜深夜） | AbemaTV       |

### BD / DVD
| 巻 | 発売日         | 収録話         | 規格品番  | 規格品番   |
| 巻 | 発売日         | 収録話         | BD限定版  | DVD限定版  |
| -- | -------------- | -------------- | --------- | ---------- |
| 1  | 2017年12月22日 | 第1話 - 第2話  | KAXA-7601 | KABA-10601 |
| 2  | 2018年1月24日  | 第3話 - 第4話  | KAXA-7602 | KABA-10602 |
| 3  | 2018年2月23日  | 第5話 - 第6話  | KAXA-7603 | KABA-10603 |
| 4  | 2018年3月28日  | 第7話 - 第8話  | KAXA-7604 | KABA-10604 |
| 5  | 2018年4月25日  | 第9話 - 第10話 | KAXA-7605 | KABA-10605 |

### Webラジオ
『悠木碧のマジメ過ぎてしょびってるラジオな件』のタイトルで、2017年10月17日から2018年1月16日まで音泉にて毎週火曜に配信されていた。略称・愛称は「マしょラジ」。全11回。2018年10月30日にはSP回が配信された。パーソナリティは香坂秋穂役の悠木碧。
2018年3月8日に発表された第4回アニラジアワードにて、「BEST SEXY RADIO えっちなラジオ賞（新人枠）」を受賞した。
コーナー
- 僕の周りのほにゃららな件 - リスナー界隈で最近起きた出来事や、アニメの感想メールを募集。
- 伏せ字にすると性的な意味に聞こえる件 - 普通の文章だが、規制音を入れるといやらしくなってしまう文章をリスナーから募集。
- 自然にスカートをたくし上げてもらえる方法 - アニメ内の秋穂はスカートをたくし上げるシーンがあるが、他の女性でもこう言えばスカートをたくし上げてもらえるかもしれない自然の流れやセリフをリスナーから募集。
- これSBってません？ - 相反する2つの要素を組み合わさりより魅力的になる現象をアニメ公式内では「SB（しょび）ってる」と呼んでおり、リスナーからはその2つの組み合わせを募集。
- 秋穂のマジメすぎるヒトコト - リスナーから悩み相談事を募集。秋穂演じる悠木が答えていく。

ゲスト
- 第5回 - 山田奈都美（西城梨奈 役）
- 第7回 - 八木侑紀（篠崎奏多 役）
- 第10回 - 武田羅梨沙多胡（有山雫 役）

| Vol. | 発売日        | 新規録りおろしの内容                                     | 過去配信回     | 規格品番    |
| ---- | ------------- | -------------------------------------------------------- | -------------- | ----------- |
| 1    | 2018年1月31日 | 第1回 たくし上げ-1グランプリ                             | 第1回 - 第6回  | TBZR-0937/8 |
| 2    | 2018年3月21日 | たくし上げ-1グランプリ マしょラジ勝手に左側選手権 自宅編 | 第7回 - 第11回 | TBZR-0994/5 |

## コラボレーション
- はじめてのギャル[22]